# Rhynchina sagittalis
Rhynchina sagittalis is een vlinder uit de familie spinneruilen (Erebidae). De wetenschappelijke naam is voor het eerst geldig gepubliceerd in 1948 door Rebel.
De soort komt voor in tropisch Afrika.